# Hilarempis maluinensis
Hilarempis maluinensis är en tvåvingeart som beskrevs av Günther Enderlein 1912. Hilarempis maluinensis ingår i släktet Hilarempis och familjen dansflugor.
Artens utbredningsområde är Falklandsöarna. Inga underarter finns listade i Catalogue of Life.